# Еда навынос

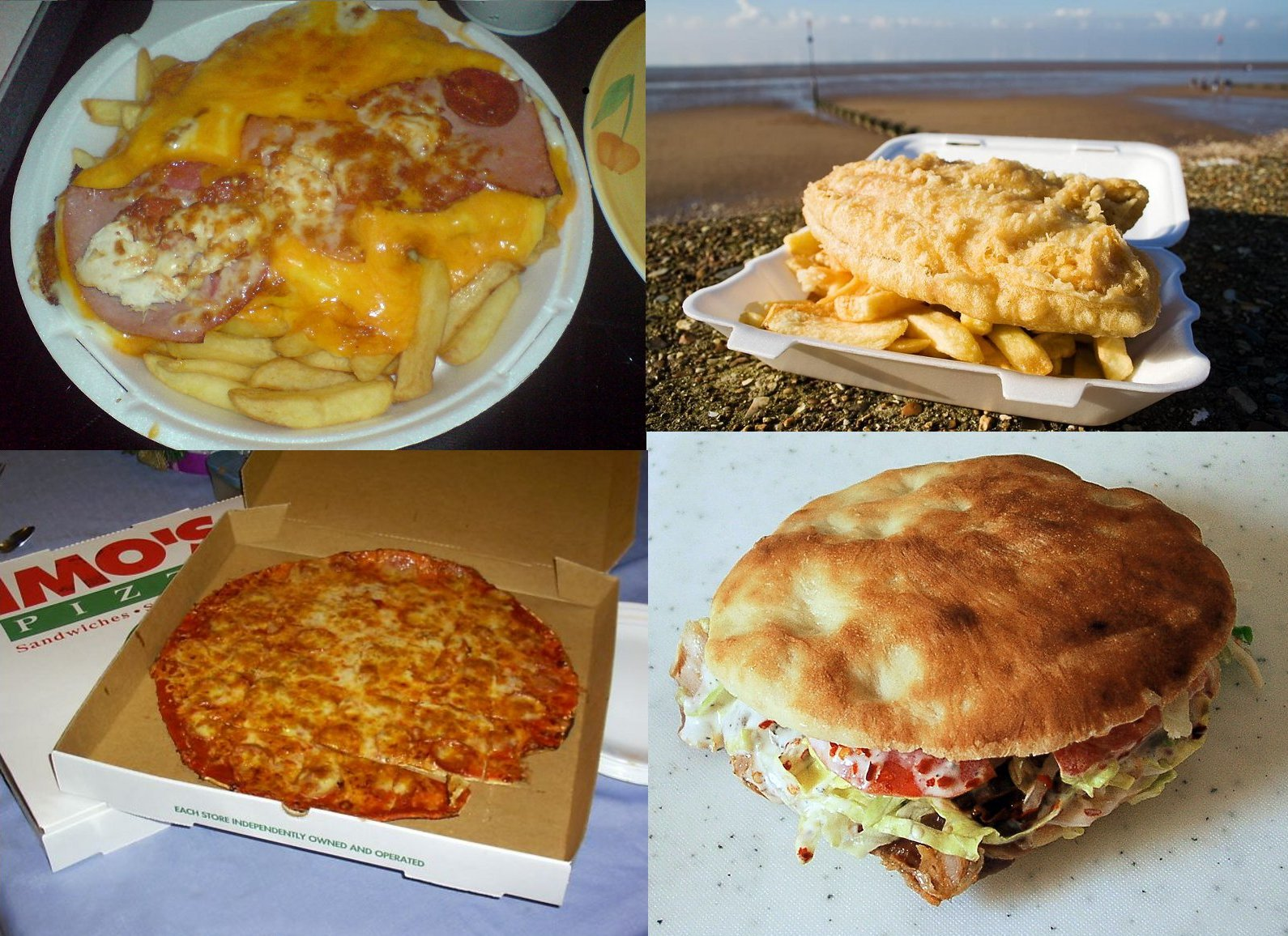
Пармо; Fish and chips; Пицца; Донер кебаб.

Еда навы́нос (англ. take-out/takeout) — блюда, которые можно заказать в заведениях общественного питания (кафе, рестораны, точки фаст-фуда) для употребления за пределами заведения. Эту концепцию общепита ученые отмечают в древних культурах; сейчас она широко распространена по всему миру и представлена самыми разными национальными кухнями.

## История
Сама концепция еды навынос имеет свои истоки в античные времена: к примеру, этот вид общепита был распространён в Древней Греции и Древнем Риме. В Помпеях археологи нашли развалины более двухсот термополиев, которые фактически представляли собой ларьки, торговавшие приготовленной пищей; судя по отсутствию в домах древнего города кухонных помещений, изготовление пищи дома было там не особо распространено.
Уличные торговцы едой играли значительную роль в хозяйстве городов средневековой Европы. Такая пища была популярна среди самых широких слоёв населения, но в особенности среди беднейших его представителей, в жилищах которых не было места для кухонных помещений. При этом у торговцев (и производителей) часто возникали проблемы с городскими властями, обвинявшими их в торговле испорченными продуктами. Так, в Норфолке в судах рассматривались дела о  «вонючей скумбрии» и даже о «пирогах с оспой». Распространена торговля едой навынос была в Средние века и в Китае, а также на территории современных Египта и Турции.
На территории нынешних США торговля едой навынос началась еще в начале 18 века. Развитие промышленности на рубеже 19 и 20 веков дало дальнейший толчок к развитию торговли едой навынос. Из наиболее известных сейчас блюд, на сцену вышли гамбургеры в США и фиш-энд-чипс в Великобритании. Примерно в это же время в Бомбее (Индия) местные предприниматели впервые стали снабжать местных рабочих ланч-боксами.

## Виды еды навынос

### Уличная еда

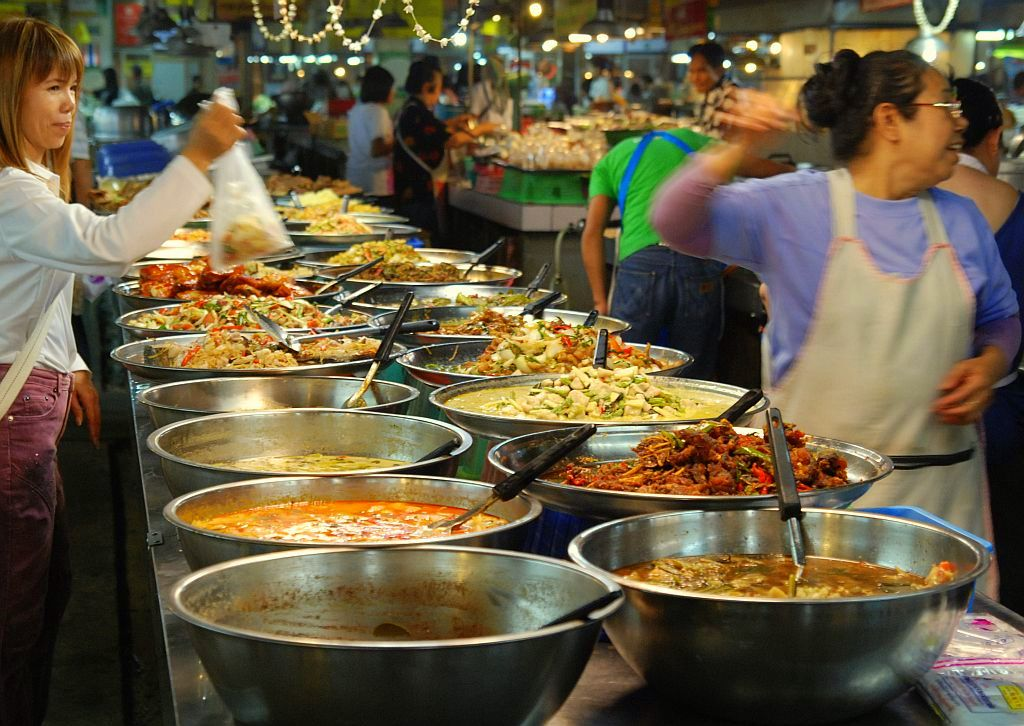
Стойка с едой навынос в Таиланде

В XX веке уличная еда во многом утратила свою популярность, прежде всего в Европе и Северной Америке. Это связано, с одной стороны, с широким развитием специализированных сетей общепита, торгующих едой навынос, а с другой — ужесточением законодательства в сфере безопасности и защиты здоровья. Однако уличные торговцы едой по-прежнему весьма распространены во многих частях Азии, Африки и особенно Ближнего Востока. При этом ежегодный оборот уличной торговли едой, к примеру, в Бангладеш и Таиланде принято рассматривать как весьма важный субъект экономики этих стран.

### Обслуживание клиентов в автомобилях (Drive-through)
Многие заведения общепита предоставляют покупателям возможность заказывать, оплачивать и получать еду, не выходя из автомобиля. Впервые эта идея была реализована в 1931 году,  в заведении фаст-фуд Pig Stand Number 21 в Калифорнии. К 1988 году более половины ежегодного оборота McDonald's приходилось на такие продажи, а к 1990 году их доля в общем обороте торговли едой навынос в США составила  составила 31%.

### Доставка еды
В последние годы всё больше заведений, торгующих едой навынос, предлагают доставку еды, при которой покупатель предварительно связывается с точкой общепита по телефону или через интернет. Во многих странах, включая Австралию, Канаду, Индию, Великобританию, США и большинство стран Евросоюза можно заказать еду онлайн, после чего заказ а) забирает сам покупатель, б) доставляет сам ресторан, в) доставляет специальная служба («третья сторона»). Толчок к новому этапу развитии этой сферы бизнеса в 80-е годы прошлого века дало широкое распространение домашних персональных компьютеров, а в дальнейшем — мобильных устройств и, далее, специализированных мобильных приложений. Специальное программное обеспечение для доставки еды определяет наиболее эффективные маршруты курьеров, отслеживает заказы и доставки, а также осуществляет другие функции. С 2008 года спутниковая навигация даёт заказчикам возможность в режиме реального времени отслеживать текущее местоположение курьера через интернет.
В конце 2000-х, когда особенно широкое распространение получили смартфоны и мобильные приложения, рынок доставки еды вышел на новый виток развития — и в значительной части за счет специализированных компаний по доставке еды. При этом на рынке быстро обозначились крупные игроки. Так, по данным исследования New York Times, в 2019 году 80% всего торгового оборота в этом сегменте рынка принадлежала трём компаниям: GrubHub, Uber Eats и DoorDash. Конкуренция на рынке очень сильная: небольшие игроки, в основной своей массе, или поглощаются более крупными, или вынуждены закрываться. Даже принадлежащая крупнейшему IT-гиганту Amazon Restaurants (ныне Prime Now) в июне 2019 года сочла за лучшее переместиться в сегмент доставки бакалеи, сообщив о прекращении работы с заведениями общественного питания. В России по обороту в этом сегменте по обороту лидируют Delivery Club и Яндекс.Еда.
Некоторые компании предлагают гарантии доставки в точно обозначенные сроки, возвращая в противном случае оплату заказа. Так, Domino's Pizza вплоть до начала 1990-х несколько лет проводила в США кампанию «30 минут или бесплатно» (кампанию пришлось свернуть в 1993 году из-за большого количества судебных исков, связанных с обилием аварий, в которые попадали торопящиеся курьеры-водители).

## Упаковка
Еда навынос может быть упакована в бумагу, картон, гофрокартон, пенопласт и другие материалы. С начала прошлого века особую популярность, во многом благодаря американо-китайскому общепиту, приобрели так называемые oyster pail, (буквально — «ведро устриц»): складные контейнеры из вощёного картона.
В Великобритании популярное блюдо fish and chips («Рыба и картофель фри») традиционно упаковывалось в старые газеты, пока в 80-годы двадцатого века это не запретили из соображений защиты здоровья.  Однако многие испытывают ностальгию по старой упаковке; некоторые современные продавцы пакуют еду в безопасную бумагу, которой придаётся вид газеты.
Контейнеры из гофрокартона и пенопласта обладают определенной термоизоляцией, а также могут быть использованы потребителем в дальнейшем. Более длительное сохранение температуры блюд (как высокой, так и низкой). Более продолжительное сохранение температуры обеспечивается Сумками-термосами  и их аналогами.
Контейнеры из алюминия популярны у продавцов из-за их низкой стоимости. Полистрирол часто используют для ёмкостей с горячей жидкостью и лотков с едой: этот материал лёгок и хорошо сохраняет высокую температуру.
В целях брендинга на все виды упаковки еды навынос могут наноситься элементы фирменного дизайна и информации о компании.